# TSG 1899 Hoffenheim
TSG 1899 Hoffenheim är en tysk idrottsförening från staden Sinsheim i Baden-Württemberg. Herrarnas fotbollslag spelar i Bundesliga från säsongen 2008/2009. Förutom fotboll finns sektioner i friidrott och artistisk gymnastik. 
Klubben grundades 1899 under namnet Turnverein Hoffenheim. Sedan 1945 finns en sektion för fotboll. Med andraplatsen i 2. Bundesliga säsongen 2007/2008 kvalificerade sig herrlaget för spel i 1. Bundesliga.
Fotbollslagets snabba uppgång från femte divisionen till Bundesliga sägs till stor del bero på mecenaten Dietmar Hopp som lagt ner stora investeringar i klubben.
Nuförtiden har klubben en egen relativt stor arena, Rhein-Neckar-Arena, som rymmer 30 000 åskådare, i en ort där det bor 30 000 invånare. Den kostade 60 miljoner euro (ungefär 600 miljoner kronor) att bygga. Arenan användes även i VM i fotboll för damer 2011. Arenan invigdes januari 2009.
Efter 10 omgångar i Bundesliga under säsongen 2008/2009 gick laget 29 oktober 2008 upp i serieledning med 22 poäng.
Fram till år 2009 spelade svensken Per Nilsson i klubben.

## Meriter

### Nationellt
- Segrare Oberliga Baden-Württemberg: 1

2001
- Segrare Verbandsliga Baden: 1

2000
- Segrare North Baden Cup: 4

2002, 2003, 2004, 2005

## Truppen
Korrekt per den 16 augusti 2022
| 1  | Tyskland | Oliver Baumann | 20 juni 1990     | Freiburg (-14)        |
| 12 | Tyskland | Philipp Pentke | 1 maj 1985       | Jahn Regensburg (-19) |
| 36 | Tyskland | Nahuel Noll    | 17 mars 2003     | 1860 München (-19)    |
| 37 | Tyskland | Luca Philipp   | 28 november 2000 | TSG 1899 Hoffenheim   |

| 3  | Tjeckien                | Pavel Kadeřábek  | 25 april 1992     | Sparta Prag (-15)            |
| 4  | Bosnien och Hercegovina | Ermin Bičakčić   | 24 januari 1990   | Eintracht Braunschweig (-14) |
| 5  | Turkiet                 | Ozan Kabak       | 25 mars 2000      | Schalke 04 (-22)             |
| 11 | Spanien                 | Angeliño         | 4 januari 1997    | RB Leipzig (-22)             |
| 21 | Tyskland                | Benjamin Hübner  | 4 juli 1989       | Ingolstadt (-16)             |
| 22 | Tyskland                | Kevin Vogt       | 23 september 1991 | Köln (-16)                   |
| 25 | Tyskland                | Kevin Akpoguma   | 19 april 1995     | Karlsruhe (-13)              |
| 26 | Portugal                | Eduardo Quaresma | 2 mars 2002       | Sporting (-22)               |
| 32 | Nederländerna           | Melayro Bogarde  | 28 maj 2002       | Feyenoord (-18)              |
| 34 | Frankrike               | Stanley Nsoki    | 9 april 1999      | Club Brügge (-22)            |
| 38 | Österrike               | Stefan Posch     | 14 maj 1997       | Admira Wacker (-16)          |

| 6  | Tyskland  | Grischa Prömel        | 9 januari 1995   | Union Berlin (-22)        |
| 8  | Tyskland  | Dennis Geiger         | 10 juni 1998     | TSG 1899 Hoffenheim       |
| 13 | Tyskland  | Angelo Stiller        | 4 april 2001     | Bayern München (-21)      |
| 14 | Österrike | Christoph Baumgartner | 1 augusti 1999   | St. Pölten (-17)          |
| 16 | Tyskland  | Sebastian Rudy        | 28 februari 1990 | Schalke 04 (-19)          |
| 18 | Mali      | Diadie Samassékou     | 11 januari 1996  | Red Bull Salzburg (-19)   |
| 20 | Tyskland  | Finn Ole Becker       | 8 juni 2000      | St. Pauli (-22)           |
| 30 | Tyskland  | Marco John            | 2 april 2002     | TSG 1899 Hoffenheim       |
| 35 | Tyskland  | Muhammed Damar        | 9 april 2004     | Eintracht Frankfurt (-22) |
| 39 | Tyskland  | Tom Bischof           | 28 juni 2005     | TSG 1899 Hoffenheim       |

| 7  | Danmark   | Jacob Bruun Larsen | 19 september 1998 | Borussia Dortmund (-20) |
| 9  | Togo      | Ihlas Bebou        | 23 april 1994     | Hannover 96 (-19)       |
| 10 | Israel    | Moanes Dabour      | 14 maj 1992       | Sevilla (-20)           |
| 27 | Kroatien  | Andrej Kramarić    | 19 juni 1991      | Leicester City (-16)    |
| 29 | Danmark   | Robert Skov        | 20 maj 1996       | FC Köpenhamn (-19)      |
| 33 | Frankrike | Georginio Rutter   | 20 april 2002     | Rennes (-21)            |
| 44 | Tyskland  | Fisnik Asllani     | 8 augusti 2002    | Union Berlin (-20)      |

### Utlånade spelare
| Nr | Land      | Pos | Namn                                          |
| -- | --------- | --- | --------------------------------------------- |
|    | Ghana     | F   | Kasim Adams (i Basel till 30 juni 2023)       |
|    | Brasilien | F   | Lucas Ribeiro (i Ceará till 31 december 2022) |

| Nr | Land     | Pos | Namn                                               |
| -- | -------- | --- | -------------------------------------------------- |
|    | Tyskland | A   | Maximilian Beier (i Hannover 96 till 30 juni 2023) |